# Eois griseicosta
Eois griseicosta är en fjärilsart som beskrevs av W. Warren 1904. Eois griseicosta ingår i släktet Eois och familjen mätare. Inga underarter finns listade i Catalogue of Life.